# Campionati europei di atletica leggera 2018 - 110 metri ostacoli
La specialità dei 110 metri ostacoli maschili ai campionati europei di atletica leggera 2018 si è svolta l'8 ed il 9 agosto 2018.

## Podio
| Oro     | Pascal Martinot-Lagarde Francia             |
| Argento | Sergej Šubenkov Atleti Neutrali Autorizzati |
| Bronzo  | Orlando Ortega Spagna                       |

## Record
Prima di questa competizione, il record del mondo (RM), il record europeo (EU) ed il record dei campionati (RC) erano i seguenti:
| Record                | Prestazione | Atleta                      | Data                               | Competizione  |
| --------------------- | ----------- | --------------------------- | ---------------------------------- | ------------- |
| Record mondiale       | 12"80       | Aries Merritt Stati Uniti   | 7 settembre 2012 Bruxelles, Belgio |               |
| Record europeo        | 12"91       | Colin Jackson Gran Bretagna | 20 agosto 1993 Stoccarda, Germania | Mondiali 1993 |
| Record dei campionati | 13"02       | Colin Jackson Gran Bretagna | 22 agosto 1998 Budapest, Ungheria  | Europei 1998  |

## Risultati

### Batterie
Passano alle semifinali i primi quattro atleti di ogni batteria (Q) e i cinque atleti con i migliori tempi tra gli esclusi (q).
| Pos. | Batteria | Corsia | Nome                    | Nazionalità   | Tempo | Note |
| ---- | -------- | ------ | ----------------------- | ------------- | ----- | ---- |
| 1    | 1        | 6      | Paolo Dal Molin         | Italia        | 13"40 | Q    |
| 2    | 1        | 8      | Hassane Fofana          | Italia        | 13"50 | Q    |
| 3    | 2        | 5      | Erik Balnuweit          | Germania      | 13"55 | Q    |
| 4    | 1        | 7      | Koen Smet               | Paesi Bassi   | 13"61 | Q    |
| 5    | 1        | 2      | Garfield Darien         | Francia       | 13"62 | Q    |
| 6    | 2        | 3      | David King              | Gran Bretagna | 13"65 | Q    |
| 7    | 2        | 2      | Lorenzo Perini          | Italia        | 13"65 | Q    |
| 8    | 1        | 4      | Vladimir Vukicevic      | Norvegia      | 13"67 | q    |
| 9    | 2        | 1      | Konstαndinos Douvalidis | Grecia        | 13"68 | Q    |
| 10   | 1        | 3      | Alexander John          | Germania      | 13"69 | q    |
| 11   | 2        | 8      | Artur Noga              | Polonia       | 13"71 | q    |
| 12   | 2        | 6      | Elmo Lakka              | Finlandia     | 13"75 | q    |
| 13   | 1        | 5      | Michael Obasuyi         | Belgio        | 13"78 | q    |
| 14   | 1        | 1      | Artem Schamatryn        | Ucraina       | 14"02 |      |
| 15   | 2        | 7      | Bálint Szeles           | Ungheria      | 14"07 |      |
| 16   | 2        | 4      | Brahian Peña            | Svizzera      | 14"50 |      |

### Semifinale
Oltre agli atleti qualificatisi nel primo turno, accedono direttamente alle semifinali gli undici atleti che avevano il miglior ranking europeo prima della manifestazione. Questi atleti sono: Sergej Šubenkov, Orlando Ortega, Pascal Martinot-Lagarde, Balázs Baji, Andrew Pozzi, Aurel Manga, Gregor Traber, Milan Trajkovic, Damian Czykier, Jason Joseph e Vitali Parakhonka.
Passano alla finale i primi due atleti di ogni batteria (Q) e i due atleti con i migliori tempi tra gli esclusi (q).
| Pos. | Semifinale | Corsia | Nome                    | Nazionalità                 | Tempo | Note                                     |
| ---- | ---------- | ------ | ----------------------- | --------------------------- | ----- | ---------------------------------------- |
| 1    | 2          | 6      | Orlando Ortega          | Spagna                      | 13"21 | Q                                        |
| 2    | 1          | 3      | Sergej Šubenkov         | Atleti Neutrali Autorizzati | 13"24 | Q                                        |
| 3    | 1          | 4      | Gregor Traber           | Germania                    | 13"26 | Q                                        |
| 4    | 2          | 3      | Andrew Pozzi            | Gran Bretagna               | 13"28 | Q                                        |
| 5    | 3          | 3      | Pascal Martinot-Lagarde | Francia                     | 13"32 | Q                                        |
| 6    | 3          | 6      | Balázs Baji             | Ungheria                    | 13"41 | Q                                        |
| 7    | 1          | 5      | Aurel Manga             | Francia                     | 13"45 | q                                        |
| 8    | 3          | 5      | Damian Czykier          | Polonia                     | 13"45 | q                                        |
| 9    | 2          | 7      | Garfield Darien         | Francia                     | 13"46 |                                          |
| 10   | 3          | 7      | Lorenzo Perini          | Italia                      | 13"50 |                                          |
| 11   | 1          | 8      | Hassane Fofana          | Italia                      | 13"52 |                                          |
| 12   | 3          | 4      | Jason Joseph            | Svizzera                    | 13"53 |                                          |
| 13   | 3          | 2      | David King              | Gran Bretagna               | 13"55 | Miglior prestazione personale stagionale |
| 14   | 1          | 7      | Konstαndinos Douvalidis | Grecia                      | 13"56 |                                          |
| 15   | 2          | 4      | Milan Traikovitz        | Cipro                       | 13"57 |                                          |
| 16   | 3          | 8      | Erik Balnuweit          | Germania                    | 13"59 |                                          |
| 17   | 2          | 1      | Elmo Lakka              | Finlandia                   | 13"60 | Miglior prestazione personale            |
| 18   | 2          | 2      | Paolo Dal Molin         | Italia                      | 13"61 |                                          |
| 19   | 1          | 2      | Artur Noga              | Polonia                     | 13"66 |                                          |
| 20   | 1          | 6      | Vitali Parakhonka       | Bielorussia                 | 13"69 |                                          |
| 21   | 2          | 5      | Koen Smet               | Paesi Bassi                 | 13"71 |                                          |
| 22   | 3          | 1      | Vladimir Vukicevic      | Norvegia                    | 13"71 |                                          |
| 23   | 1          | 1      | Michael Obasuyi         | Belgio                      | 13"78 |                                          |
|      | 2          | 8      | Alexander John          | Germania                    | dq    |                                          |

### Finale
| Pos. | Corsia | Nome                    | Nazionalità                 | Tempo | Note                                     |
| ---- | ------ | ----------------------- | --------------------------- | ----- | ---------------------------------------- |
|      | 4      | Pascal Martinot-Lagarde | Francia                     | 13"16 | Miglior prestazione personale stagionale |
|      | 5      | Sergej Šubenkov         | Atleti Neutrali Autorizzati | 13"16 |                                          |
|      | 3      | Orlando Ortega          | Spagna                      | 13"34 |                                          |
| 4    | 1      | Damian Czykier          | Polonia                     | 13"38 |                                          |
| 5    | 6      | Gregor Traber           | Germania                    | 13"46 |                                          |
| 6    | 8      | Andrew Pozzi            | Gran Bretagna               | 13"48 |                                          |
| 7    | 2      | Aurel Manga             | Francia                     | 13"51 |                                          |
| 8    | 7      | Balázs Baji             | Ungheria                    | 13"55 |                                          |